# تام برترام (بازیکن فوتبال)
تام برترام (انگلیسی: Tom Bertram؛ زادهٔ ۳۰ مارس ۱۹۸۷) بازیکن فوتبال اهل آلمان است.
از باشگاه‌هایی که در آن بازی کرده‌است می‌توان به باشگاه فوتبال گروتر فورث، باشگاه فوتبال پادربورن، و باشگاه فوتبال قوت-وایس ارفورت اشاره کرد.
وی همچنین در تیم ملی فوتبال زیر ۲۱ سال آلمان بازی کرده‌است.